# Juraj Dobrila
Juraj Dobrila (ur. 16 marca 1812, zm. 13 stycznia 1882) – chorwacki biskup katolicki i działacz narodowy.

## Życiorys
W 1837 uzyskał święcenia kapłańskie. W latach 1839–1842 studiował teologię w Wiedniu (Augustineum), gdzie zaprzyjaźnił się z Jospiem Srossmayerem. Podczas Wiosny Ludów był członkiem Słowiańskiej Rady w Trieście i nadzorował wprowadzanie do szkół i urzędów języków chorwackiego i słoweńskiego i nakłaniał mieszkańców Istrii – głównie rolników – do czytania książek w ich narodowych językach.
W 1857 mianowany biskupem diecezji Porec i Pula. W 1875 przeniesiony do diecezji Triestu i Kopru, na której pozostał aż do śmierci.
Opublikował dwa modlitewniki w języku chorwackim Oče, budi volja tvoja (1854) i Mladi Bogoljub (1889). Wspomógł powstanie pierwszego czasopisma w języku chorwackim, publikowanego na Istrii  Naša sloga (1870). Opublikował zbiór podań ludowych  Različno cvijeće. Uczestniczył w obradach soboru watykańskiego I